# La lucha de las dos naturalezas en el hombre
La lucha de las dos naturalezas en el hombre es una escultura de mármol de 1888 del artista estadounidense George Gray Barnard. Fue tallado durante 1892-1894 y mide 101 pulgadas (256,5 cm) x 102 pulgadas (259,1 cm) x 48 pulgadas (121,9 cm). La escultura es parte de la colección del Museo Metropolitano de Arte en Nueva York.